# Шумейко-Роман Олена Олександрівна
Оле́на Олекса́ндрівна Шуме́йко-Ро́ман (нар. 10 лютого 1984, Суми) — український режисер, член Театру Драматургів.

## Творчий шлях

### Освіта
У 2003 році закінчила Сумське вище училище мистецтв і культури ім. Д. Бортнянського за спеціальністю «Режисер», керівник курсу — А. А. Шолох.
У 2008 році закінчила Харківську державну академію культури за спеціальністю «Режисура естради та масових свят», майстерня Володимира Гориславця.
Жовтень—грудень 2010 року — навчання у Школі сценаристів телеканалу «СТБ».
З 2011 року — магістрантка режисури театру Школи-студії МХАТ (при МХАТ ім. Чехова).

### Рання творчість
З 2003 року — режисерка та акторка у Харківському авторському театрі «Котелок» (художній керівник — Володимир Гориславець). Членкиня оргкомітету щорічного фестивалю недержавних театрів «Курбалесія».
В формі бліц-вистави працювала над п'єсами Сари Кейн «Психоз 4.48», Ярослава Верещака «Дума моя зі шрамом на коліні», Олександра Ушкалова «Esc», Володимира Снігурченко «Очі», «Трюча», Наталії Ворожбіт «Змішані почуття».
Як актриса брала участь в виставах та презентаціях нової драми.

## Режисерські роботи
- 2007 — естрадна вистава «Задзеркалля» за мотивам творів Льюїса Керролла, центр творчості ХНАМГ, Харків.
- 2008 — вистава за п'єсою Н. Ворожбіт «Демони», Будинок актора, Харків
- 2010 — вистава за п'єсою В. Снігурченко «Трюча», Будинок актора, Харків
- 2011 — вистава за п'єсою В. Снігурченко «Трюча»:
  - Театральний центр «Пасіка», НаУКМА, Київ
  - етнофестиваль «Трипільське коло» (театральний хедлайнер першого дня фестивалю)
- 2012 — вистава за п'єсою Дороти Масловської «У нас все хорошо», Центр ім. Вс. Мейерхольда (Москва)
- 2013 — вистава «Відьма» за оповіданням А. Чехова (в співавторстві з Хуаном Оллеро) в рамках театральної лабораторії Віктора Рижакова «Пространство Чехова» (CDN, Мадрид, Іспанія)
- 2013 — перформанс «лЕ29 дЕ30 нЕ31ц» (три команди в просторі торгового центру «Більшовик», режиссер в команді з драматургом Д. Гуменным, в рамках документального фестивалю «Документ», Київ
- 2014 — вистава «Буна» за п'єсою Віри Маковій, Києво-Могилянський театральний центр «Пасіка», Київ
- 2015 — вистава «Dівка. Українська love story» за п'єсою Віри Маковій «Дівка на відданє», камерна сцена Національного театру ім. І. Франка
- 2019 — вистава «Прощена неділя» в Чернігівському молодіжному театрі.